# Internationale Cricket-Saison 2015
Die internationale Cricket-Saison 2015 findet zwischen Mai 2015 und September 2015 statt. Als Sommersaison werden vorwiegend Heimspiele der Mannschaften aus Europa und Afrika ausgetragen, welche durch das ICC Future Tours Programm 2011–2020 vorgegeben sind. Die ausgetragenen Tests der internationalen Touren bilden die Grundlage für die ICC Test Championship. Die ODI bilden den Grundstock für die ICC ODI Championship und die Twenty20-Spiele für die ICC T20I Championship.

## Überblick

### Internationale Touren
| Beginn          | Heimteam    | Auswärtsteam | Resultate | Resultate | Resultate | Artikel |
| Beginn          | Heimteam    | Auswärtsteam | Test      | ODI       | Twenty20  | Artikel |
| --------------- | ----------- | ------------ | --------- | --------- | --------- | ------- |
| 8. Mai 2015     | Irland      | England      |           | 0–0 [1]   |           | Artikel |
| 21. Mai 2015    | England     | Neuseeland   | 1–1 [2]   | 3–2 [5]   | 1–0 [1]   | Artikel |
| 22. Mai 2015    | Pakistan    | Simbabwe     |           | 2–0 [3]   | 2–0 [2]   | Artikel |
| 3. Juni 2015    | West Indies | Australien   | 0–2 [2]   |           |           | Artikel |
| 7. Juni 2015    | Bangladesch | Indien       | 0–0 [1]   | 2–1 [3]   |           | Artikel |
| 11. Juni 2015   | Sri Lanka   | Pakistan     | 1–2 [3]   | 2–3 [5]   | 0–2 [2]   | Artikel |
| 18. Juni 2015   | Irland      | Schottland   |           |           | 0–2 [4]   | Artikel |
| 30. Juni 2015   | Niederlande | Nepal        |           |           | 3–1 [4]   | Artikel |
| 5. Juli 2015    | Bangladesch | Südafrika    | 0–0 [2]   | 2–1 [3]   | 0–2 [2]   | Artikel |
| 8. Juli 2015    | England     | Australien   | 3–2 [5]   | 2–3 [5]   | 1–0 [1]   | Artikel |
| 10. Juli 2015   | Simbabwe    | Indien       |           | 0–3 [3]   | 1–1 [2]   | Artikel |
| 2. August 2015  | Simbabwe    | Neuseeland   |           | 1–2 [3]   | 0–1 [1]   | Artikel |
| 12. August 2015 | Sri Lanka   | Indien       | 1–2 [3]   |           |           | Artikel |
| 14. August 2015 | Südafrika   | Neuseeland   |           | 2–1 [3]   | 1–1 [2]   | Artikel |
| 27. August 2015 | Irland      | Australien   |           | 0–1 [1]   |           | Artikel |

### Internationale Turniere
| Beginn            | Turnier                                    | Land               |
| ----------------- | ------------------------------------------ | ------------------ |
| 3. Mai 2015       | ICC Americas Twenty20 Division One 2015    | Vereinigte Staaten |
| 9. Mai 2015       | ICC Europe Division One 2015               | Jersey             |
| 6. Juli 2015      | Pazifikspiele 2015                         | Papua-Neuguinea    |
| 9. Juli 2015      | ICC World Twenty20 Qualifier 2015          | Irland, Schottland |
| 7. September 2015 | ICC World Cricket League Division Six 2015 | England            |

### Fortlaufende Turniere
| Dauer     | Turnier                                         |
| --------- | ----------------------------------------------- |
| 2015–2017 | ICC Intercontinental Cup 2015–2017              |
| 2015–2017 | ICC World Cricket League Championship 2015–2017 |

### Internationale Touren (Frauen)
| Beginn             | Heimteam    | Auswärtsteam | Resultate | Resultate | Resultate | Artikel |
| Beginn             | Heimteam    | Auswärtsteam | WTest     | WODI      | WTwenty20 | Artikel |
| ------------------ | ----------- | ------------ | --------- | --------- | --------- | ------- |
| 13. Mai 2015       | West Indies | Sri Lanka    |           | 1–3 [4]   | 1–2 [3]   | Artikel |
| 28. Juni 2015      | Indien      | Neuseeland   |           | 3–2 [5]   | 1–2 [3]   | Artikel |
| 21. Juli 2015      | England     | Australien   | 0–1 [1]   | 1–2 [3]   | 2–1 [3]   | Artikel |
| 19. August 2015    | Irland      | Australien   |           |           | 0–3 [3]   | Artikel |
| 30. September 2015 | Pakistan    | Bangladesch  |           | 2–0 [2]   | 2–0 [2]   | Artikel |

## Nationale Meisterschaften
Aufgeführt sind die nationalen Meisterschaften der Full Member des ICC.
| Land        | First-Class              | List A                        | Twenty20                        |
| ----------- | ------------------------ | ----------------------------- | ------------------------------- |
| England     | County Championship 2015 | Royal London One-Day Cup 2015 | Twenty20 Cup 2015               |
| Indien      |                          |                               | Indian Premier League 2015      |
| Pakistan    |                          |                               | Haier Super Eight T-20 Cup 2015 |
| West Indies |                          |                               | Caribbean Premier League 2015   |